# Parapanaietis tegulae
Parapanaietis tegulae is een eenoogkreeftjessoort uit de familie van de Lichomolgidae. De wetenschappelijke naam van de soort is voor het eerst geldig gepubliceerd in 1953 door Hoshina & Sugiura.